# Dicranomyia atrovittata
Dicranomyia atrovittata là một loài ruồi trong họ Limoniidae. Chúng phân bố ở miền Australasia.